# Михаило Анђелић
Михаило Анђелић (Мушовића Ријека, код Колашина, 21. новембар 1884 — Београд, 11. фебруар 1959) је био учесник Балканских ратова, Првог светског рата, Народноослободилачке борбе, друштвено-политички радник НР Црне Горе и генерал-мајор ЈА.

## Биографија
Рођен је 21. новембра 1884. године у Мушовића Ријеци, код Колашина, у породици Јована Анђелића. Основну школу и четири разреда гимназије је завршио Колашину. Школовање је наставио на Цетињу, где је завршио Официрску школу.
Током Првог балканског рата био је командир чете у Колашинској бригади.
У Првом светском рату је у чину капетана командовао Бољаничким батаљоном, који је био у склопу Друге санџачке бригаде, кoманданта Блажа Врбице. За време окупације Црне Горе је, у Пљеваљском срезу, према инструкцијама генерала Вешовића, вршио припреме за устанак. Средином 1916. године интерниран је прво у логор у Мађарској, да би касније био пребачен у логор Карлштајн, у Аустрији. Из интернације се вратио крајем 1918. године.
После Првог светског рата, наставља активну службу у Југословенској војсци до пензионисања 1928. године, у чину потпуковника. После пензионисања је живео у родном крају.

### Народноослободилачка борба
Учествовао је у Тринаестојулском устанку 1941. године. Био је командант Колашинско-речинског батаљона, од његовог формирања крајем новембра 1941. до распада 23. фебруара 1942. године.
Од средине 1942. године, после повлачења главнине партизанских снага из Црне Горе остаје на терену да делује у непријатељској позадини. Од маја 1943. је у Четвртој пролетерској црногорској ударној бригади. Од краја 1943. године био је саветник Другог ударног корпуса НОВЈ, а у чин генерал-мајора је одлуком Врховног штаба НОВ и ПОЈ произведен у септембру 1943. године.
Био је посланик Црногорске антифашистичке скупштине народног ослобођења (ЦАСНО). Члан Комунистичке партије Југославије (КПЈ) је постао у току рата. Од априла 1944. године је био члан Иницијативног одбора Оснивачке скупштине Црвеног крста Црне Горе и његов председник.

### Послератни период
После рата је био народни посланик Народне скупштине НР Црне Горе. Пензионисан је 1946. године, у чину генерал-мајора ЈА.
Умро је 11. фебруара 1959. у Београду, а сахрањен је у Колашину.
Носилац је Партизанске споменице 1941. и других југословенских одликовања, међу којима су Орден заслуга за народ првог реда и Орден за храброст. Одликован је и Краљевским орденом Белог орла са мачевима IV степена.
Читава породица Михаила Анђелића је учествовала у Другом светском рату. У НОП-у су му погинули ћерка Даринка, синови Лакић, Бранко и Војин, а четворо деце су носиоци Партизанске споменице 1941. Писац Љубо Анђелић је његов син.

## Занимљивости
Михаило Анђелић се појављује као лик у неколико приповедака писца Михаила Лалића.